# 太平洋棘白鯧
太平洋棘白鯧為輻鰭魚綱鱸形目刺尾魚亞目白鯧科的其中一種，分布於東太平洋區，從美國聖地牙哥至秘魯海域，棲息深度3-50公尺，體長可達65公分，棲息在珊瑚礁及沙底質海域，以底棲性無脊椎動物為食，可做為觀賞魚。

## 擴展閱讀
維基物種上的相關：太平洋棘白鯧